# Babille (Éthiopie)
Pour les articles homonymes, voir Babille.
Babille (ou Babile) est une ville et un woreda de l’est de l’Éthiopie située dans la zone Est Hararghe de la région Oromia.
Babille se trouve vers 1 700 m d'altitude une trentaine de kilomètres à l'est de Harar,
Ancien chef-lieu du woreda Babille et peuplée de 17 712 habitants en 2007, elle forme désormais un district urbain de 3,4 km2 enclavé dans le woreda  Babille,. 